# Maravatio

Maravatio é um municipio pertenecente ao estado mexicano de Michoacán, representando um 1,17% deste país com um total de 691.55 km².

## Toponímia
A palavra Maravatío moderna vem da palavra Maruati do idioma local conhecido como idioma purépecha, e significa lugar coisa preciosa.

## Escudo
No livro e a caneta simboliza o intelectual, científica e artística. O teatro Morelos, símbolo da tradição e bom gosto do povo de Maravatío. A gota expressa a abundância de água; o sabugo e a espiga, representa a agricultura. As armas são representativas dos movimentos revolucionários que grande apoio encontraram no município. As folhas de louro são para todos e cada um daqueles que de uma outra forma prestaram ou prestam benefícios aos moradores. Em azul é a combinação de água e brilho do céu como seus maiores homens.

## História
Depois da conquista espanhola, o vice-rei Antonio de Mendoza segundo se afirma, fundo o povoado em 1540, para que servisse de barreira contra os chichimecas. Neste lugar os missionários estabeleceram um templo com o nome de San Juan Maravatío. 
No período colonial se otorgou em o povoado a pedido de Pedro Juárez, e anos mais tarde se convirteu em república de índios. 
No começo do século XIX estava considerada como vila e neste lugar se hospedou Miguel Hidalgo, que estava de passagem rumo a Toluca, no ano de 1810. 
Em Maravatío viveu Antonio María Uraga, que foi um dos precursores da Independência do México; e esteve preso Melchor Ocampo, antes de ser transferido para Tepexi, onde foi sacrificado. Dai vem o nome da cidade Maravatío de Ocampo em honra de Melchor Ocampo.
Maravatío foi o primeiro lugar de Michoacán onde chegou a ferrovia e suas fazendas, como a de El Salto, foram uma das mais prósperas, junto com as de Contepec e Epitacio Huerta. 
Em 1831 Maravatío e classificada para a categoria de município, e foi cabeceira compreendendo as municipalidades de Taximaroa-Hidalgo-Irimbo, e sua própria municipalidade. Em 1837, ao ser classificada como departamento do estado de Michoacán, foi cabeceira do distrito, abrangendo Zitácuaro, Zinapécuaro e a próprio Maravatío, por esta altura tinha adquirido o estatuto de povoado. Ao adquirir o título de cidade, obteve o nome de Maravatío de Ocampo.

## Geografia

### Localização
Limita ao norte com o estado de Guanajuato, ao leste com as cidades de Contepec e Tlalpujahua, ao sul con Senguio, Irimbo e o estado de  Hidalgo e a oeste com a cidade de Zinapécuaro. Cabe sinalizar que o município de Maravatio de Ocampo graças a sua localização geográfica representa uma localidade de grande  importância para o lado comercial, já que por lá passa a rodovia México-Guadalajara e por sua vez Maravatio tem cercania com o Estado do México, Querétaro e Guanajuato. Sendo assim uma importante artéria no centro daquele país.

### Extensão
Sua superfície es de 691.55 km² e representa 1.17% do território total do estado de Michoacán. 

### Topografia
Seu relevo faz parte do sistema vulcânico chamado eixo neovulcânico, e a depressão de Lerma; e as colinasde Tupátaro, San Andrés, San Miguel, Tungareo, Pedregal, Ocotes e Conejo. 

### Hidrografia
Sua hidrografia se constitui pelos rios: Lerma, Tlalpujahua e Chincua; os lagos Cachivi, Cachivi de Fresno, Las Minas, Grande e Salto; e a represa de Fresno. 

### Clima
Seu clima é temperado com chuvas intensas no verão, tem uma precipitação anual média de 897.7 milímetros, e temperaturas que oscilam de 14.1ºC a 29.9ºC.

## Econômia
A econômia do município de Maravatío é principalmente agrícola mediante a produção de morango, milho, feijão, batata, trigo e tomate. O município também tem um rebanho de importância econômica, as indústrias focadas na fabricação de peças em ferro ornamental e setores comerciais.

### Atrativos turísticos
Entre os principais lugares de interesses turístico do municipio se encontram:
- Parroquia de San Juan Bautista
- Hacienda de Pomoca
- Teatro Morelos de Maravatío

De estilo barroco, na cidade se encontra o templo paroquial de San Juan Bautista, do século XVI, assim como a capela da Purísima Concepción, e a do Señor de la Columna; a capela de San Miguel Arcángel, em San Miguel Curahuango; o templo de Santa María, em Ziritzícuaro, e o templo de Uripitío.
Assim mesmo, é a ex-fazenda de  Apeo que foi possuída por uma constituinte em 1857, Don Mateo Echaíz e Pomoc, onde viveu e Melchor Ocampo é um anagrama de seu sobrenome, a casa onde ele ficou Miguel Hidalgo no portal da Independência; e o Teatro Morelo construído na época de Porfírio Diaz, com espetáculos de qualidade, que foi inaugurada com uma performance de cantora de ópera Angela Peralta, conhecida como "O Rouxinol do México", a estação ferroviária, o comboio chegou em seu primeiro ano de 1883
Maravatío é a entrada natural para visitar os santuários da mariposa monarca, durante o período comprendido entre outubro e março.